# Lill-Oxsjöskogen
Lill-Oxsjöskogen är ett naturreservat i Ånge kommun i Västernorrlands län.
Området är naturskyddat sedan 2014 och är 45 hektar stort. Reservatet ligger kring en höjd och består av äldre tallskog och barrblandskog med inslag av lövträd.